# صبوحی عبدالله‌زاده
صبوحی عبدالله‌زاده (ترکی آذربایجانی: Səbuhi Abdullazadə؛ زادهٔ ۱۸ دسامبر ۲۰۰۱) بازیکن فوتبال است.
وی همچنین در تیم‌های ملی فوتبال تیم ملی فوتبال زیر ۱۷ سال جمهوری آذربایجان و زیر ۲۱ سال جمهوری آذربایجان بازی کرده‌است.